# دواين نيكس
دواين نيكس (بالإنجليزية: Dwayne Nix)‏ (ولد في 10 أكتوبر 1946 في كينغزفيل، الولايات المتحدة) كان لاعب كرة القدم الأمريكية في مركز الوضع الضيق. انتخب لقاعة المشاهير كلية كرة القدم الأمريكية في عام 2003. لعب في الرابطة الوطنية للبطولات بين الكليات. خدم في قوات مشاة بحرية الولايات المتحدة كطيار على المروحية الهجومية إيه إتش-1 كوبرا. خدم في حرب الخليج الثانية وتقاعد من احتياطي مشاة البحرية كعقيد.